# دراغان دراغوتينوفيتش
دراغان دراغوتينوفيتش هو لاعب كرة قدم صربي في مركز الدفاع، ولد في 17 يناير 1980 في تشاتشاك في صربيا. لعب مع ملادوست لوتشاني ونادي العقبان البيضاء الصربية ونادي فويفودينا ونادي ميتالاك.